# Elisabetta Brusa
Elisabetta Olga Laura Brusa (Milano, 3 aprile 1954) è una compositrice italiana naturalizzata britannica.

## Biografia

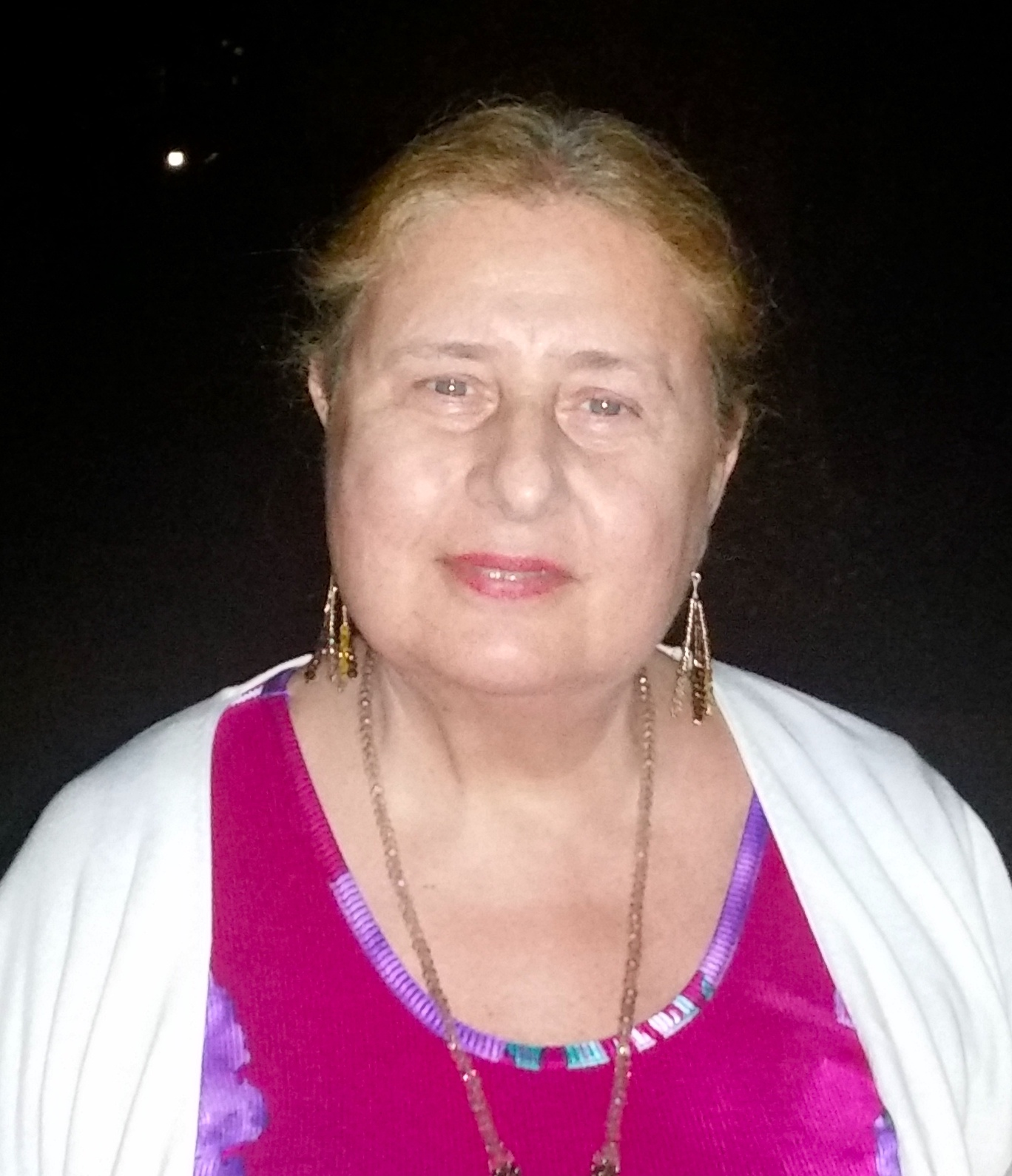
Elisabetta Brusa, 2018

Già in tenera età scrisse 32 composizioni per piano. Ha studiato composizione al Conservatorio di Milano coi maestri Bruno Bettinelli e Azio Corghi, diplomandosi nel 1980. Ha insegnato quindi composizione ai conservatori di Vicenza, Mantova e Brescia prima di arrivare al conservatorio di Milano nel 1985. Ha ricevuto insegnamenti anche da Sir Peter Maxwell Davies e Hans Keller.
La sua prima apparizione televisiva è avvenuta nel programma di RAI 3 Giovani Compositori Italiani nel 1983.
Dopo aver vinto il primo premio alla Washington International Competition per composizioni per quartetto d'archi nel 1982, è stata premiata con una Fromm Music Foundation Fellowship e una Fulbright Fellowship l'anno seguente ed ha seguito il corso di Composizione al Tanglewood Music Center. Inoltre, ha vinto tre Fellowships consecutive del MacDowell Colony nel 1988, 1989 e 1990. Nel 1997 ha sposato il direttore d'orchestra Gilberto Serembe.
Attualmente è meglio conosciuta per le sue opere per orchestra, registrate in cinque volumi per l'etichetta Naxos Records. La sua musica si ispira ad opere letterarie ed artistiche e da musica di tutte le epoche. Ha anche al suo attivo due Sinfonie per grande orchestra.
Brusa descrive il suo stile musicale come "vicino alla Neo-Tonalità ed in particolare al Neo-Romanticismo, ma nel senso originale della parola, che spesso ora è stato perso e confuso con altri," e la sua armonia come "essenzialmente pandiatonica con momenti pancromatici."
La sua musica è stata eseguita dalla BBC Symphony Orchestra, Atlanta Symphony Orchestra, Ulster Orchestra, BBC Philharmonic, BBC Scottish Symphony Orchestra, RSNO Royal Scottish National Orchestra, CBC Vancouver Orchestra, Hermitage State Orchestra, St. Petersburg Symphony Orchestra, Tanglewood Music Center Orchestra, Women's Philharmonic di San Francisco, London Chamber Symphony, Gera-Altenburg Philharmonisches, Aachener Kammerorchester, Pomeriggi Musicali, Solisti Veneti (dir. Claudio Scimone) e da molte altre orchestre e formazioni da camera. Inoltre, viene regolarmente radiotrasmessa da molti paesi d'Europa, dagli Stati Uniti, Australia, Giappone, Korea, Hong Kong ecc.